# Infravärmare

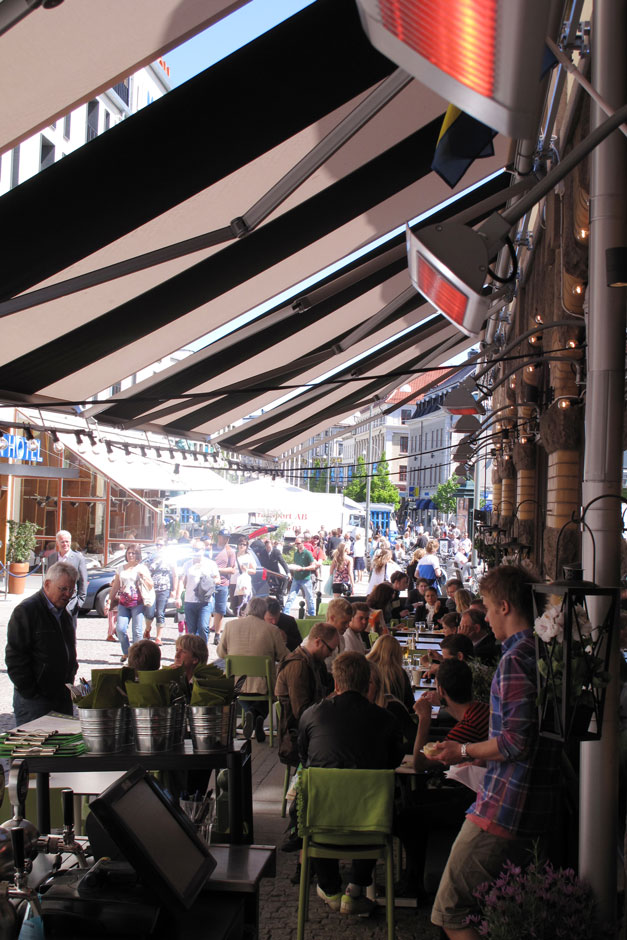
Detta är en halogenlampa-infravärmare

Infravärmare är en uppvärmningsanordning som värmer objekt kring sig med hjälp av infraröd strålning, i vissa varianter med hjälp av halogenlampa (halogeninfra) eller en kolfiberlampa (carboninfra) som källa.
Infravärmaren ger omedelbar uppvärmning. Den lämpar sig för exempelvis altaner.
Dels finns infravärmare med stickkontakt som man själv kan installera och dels infravärmare med fast anslutning som behöver installeras av en elinstallatör. Infravärmarens effekt påverkar vilken temperatur som är möjlig att uppnå. Vissa infravärmare är avsedda för inomhusbruk och andra för utomhusbruk.

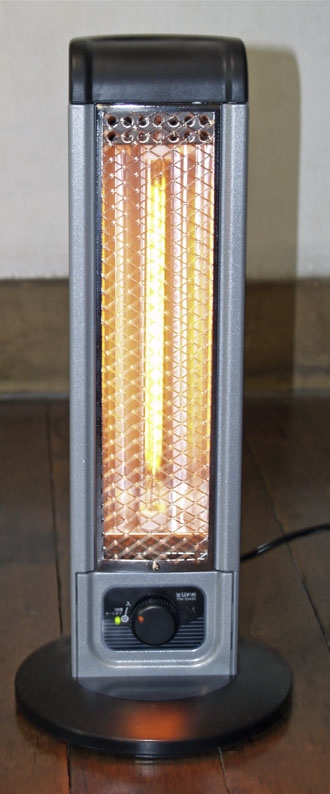
En infravärmare för hemmabruk.